# Axel Gylfe
Axel Edvard Jonsson Gylfe, född 19 juli 1883 i Folkärna församling, Kopparbergs län, död där 1 januari 1930, var en svensk lokomotiveldare och politiker (socialdemokrat).
Gylfe var ledamot av Sveriges riksdags andra kammare för socialdemokraterna 1915-1920, invald i Kopparbergs läns östra valkrets. Han var även landstingsman för Kopparbergs län 1914-1928.